# 大阪府道247号土丸栄線
大阪府道247号土丸栄線（おおさかふどう247ごう つちまるさかえせん）は、大阪府泉佐野市を通る一般府道である。

## 概要
泉佐野市土丸から泉佐野市栄町に至る。
全線にかけて2車線であるが、日根野地区内では、イオンモール日根野やJR西日本阪和線 日根野駅周辺の歩行者や自転車に注意する必要がある。

### 路線データ
- 起点：大阪府泉佐野市土丸（大阪府道・和歌山県道62号泉佐野打田線交点）
- 終点：大阪府泉佐野市栄町（栄町交差点、大阪府道・和歌山県道63号泉佐野岩出線交点）
- 総延長：5.8 km

## 路線状況

### 重複区間
- 和歌山県道・大阪府道64号和歌山貝塚線（泉佐野市市場西1丁目・佐野高校前交差点・泉佐野市上町1丁目）

## 地理

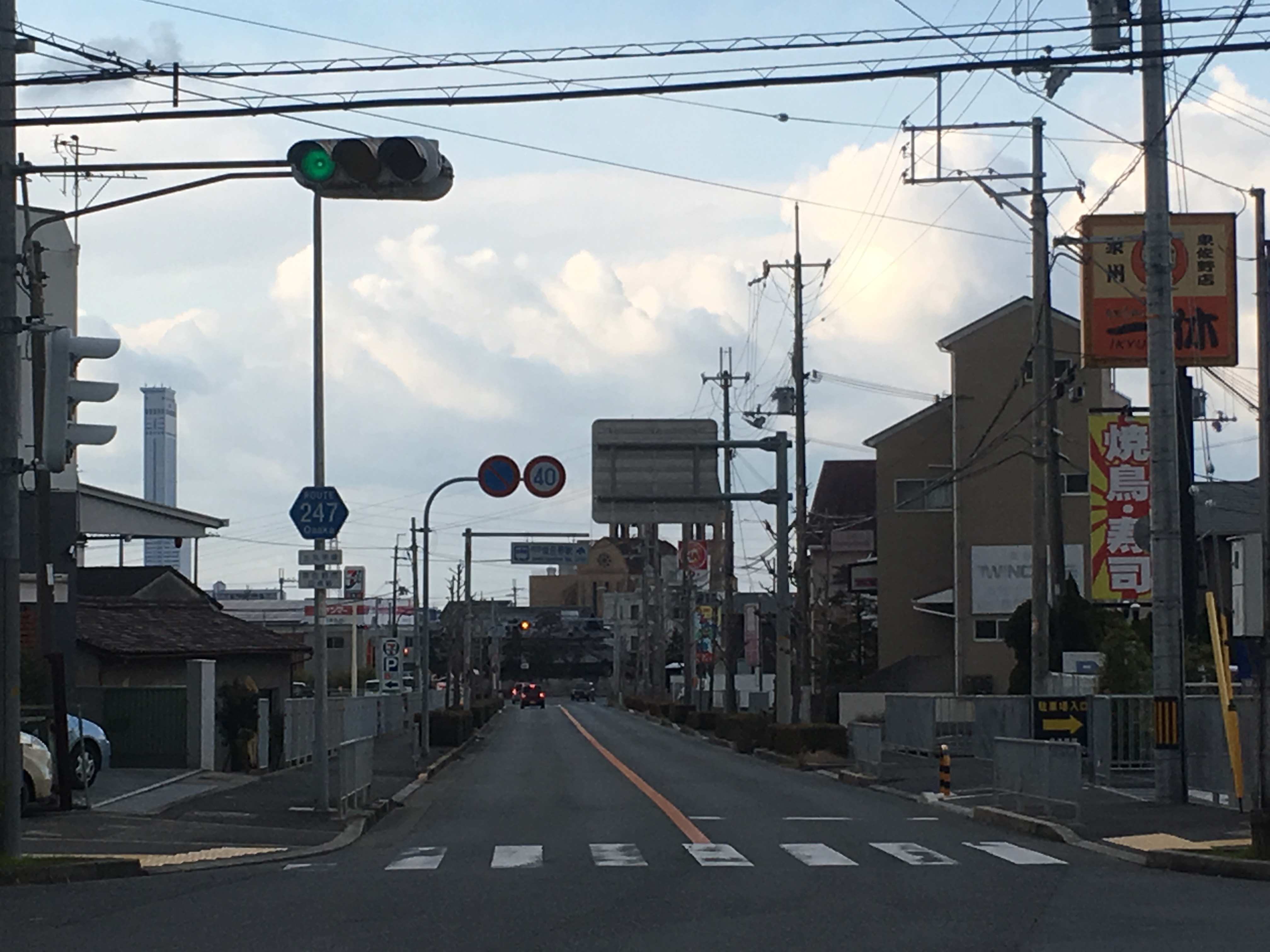
大阪府道247号土丸栄線
（大阪府泉佐野市日根野）

### 通過する自治体
- 大阪府
  - 泉佐野市

### 交差する道路
| 交差する道路                                                    | 交差する場所 | 交差する場所         |
| --------------------------------------------------------------- | ------------ | -------------------- |
| 大阪府道・和歌山県道62号泉佐野打田線                            | 土丸         | 起点                 |
| 大阪府道248号日根野羽倉崎線                                     | 日根野       | 日根野東上交差点     |
| 大阪府道30号大阪和泉泉南線 / バイパス                           | 日根野       | 白水池東交差点       |
| 大阪府道30号大阪和泉泉南線 / 旧道                               | 日根野       | 日根野北交差点       |
| 和歌山県道・大阪府道64号和歌山貝塚線 重複区間起点               | 市場西1丁目  | 佐野高校前交点       |
| 国道26号                                                        | 市場西3丁目  | 泉佐野警察署東交差点 |
| 和歌山県道・大阪府道64号和歌山貝塚線 重複区間終点               | 上町1丁目    |                      |
| 大阪府道・和歌山県道63号泉佐野岩出線 大阪府道204号堺阪南線 重複 | 栄町         | 栄町交差点 / 終点    |

### 交差する鉄道
- 阪和線
- 南海本線

### 沿線
- 大阪府立佐野支援学校
- 泉佐野市上下水道局
- 大阪府立日根野高等学校
- イオンモール日根野
- JR西日本阪和線 日根野駅
- 泉佐野市立中央小学校
- 泉佐野市立地場産業支援センター
- 大阪府立佐野高等学校
- 泉佐野市立社会福祉センター
- 佐野簡易裁判所
- 泉佐野商工会議所
- 泉佐野警察署
- 泉佐野公共職業安定所
- 南海本線 泉佐野駅
- 日本郵便 泉佐野市場郵便局